# Nissebanden (julekalender)
 For alternative betydninger, se Nissebanden (flertydig). (Se også artikler, som begynder med Nissebanden)
Nissebanden er en julekalender, der blev sendt på DR1 første gang i 1984. Julekalenderen handler om Nissebanden, der skal hjælpe julemanden med at finde sit gode humør. I 1989 blev serien efterfulgt af Nissebanden i Grønland og senere Nissernes Ø i 2003. Nissebanden har været genudsendt i 1992, 2001, 2015 og senest i 2020.
I 2009 blev julekalenderen valgt som den næstbedste julekalender blandt Politikens læsere med kun fire stemmer op til Jul på Slottet på førstepladsen.

## Handling
Julemanden har mistet sit gode humør, da der er gået hul på den pose, som han opbevarede den i. Hvis ikke julemanden får sit gode humør tilbage, bliver det ikke jul. Agentnissen A-38 (Hans Dal) sætter Nissebanden, der består af Hr. Mortensen (Arne Hansen), Gemyse (Kirsten Peüliche), Skipper (Lars Knutzon), Lunte (Flemming Jensen) og Pil (Kirsten Lehfeldt), på opgaven. For at han kan få sit gode humør tilbage skal Nissebanden finde de fire ting, som julemandens gode humør består af: en fryd for øjet, en kildren i næsen, en liflen for øret og en rislen ned ad ryggen. Fra deres hemmelige skjulested i en mølle tager nisserne på missioner ud for at finde de forskellige. De sender deres indsamlede humør-prøver med flaskepost til A-38 som tester dem med et humør-o-meter.
I slutningen af hvert afsnit serverer Lunte risengrød med smørklat på, som han kaster med en ske.
Nissebanden har desuden følgeskab af sanktbernhardshunden Julius, der hver aften formår at skubbe Hr. Mortensen ud af sengen, så han ender med at sove på gulvet eller spisebordet.

## Medvirkende
- Flemming Jensen - Lunte (grød- og pulternisse)
- Kirsten Peüliche - Gemyse (kammernisse)
- Lars Knutzon - Skipper (skibsnisse)
- Kirsten Lehfeldt - Pil (ungnisse og skovnisse)
- Arne Hansen - Hr. Mortensen (arkivnisse)
- Hans Dal - A-38 (nisseagent)

Desuden medvirkede Josef Aarskov, Kurt Damsgaard, Per Pallesen, Ole Emil Riisager, Tom McEwan, Thomas Eje, Ove Sprogøe, Poul Bundgaard og Ulf Pilgaard.

## Produktion
Optagelserne af nissernes tilholdssted forgik i og omkring Kaleko Mølle på Fyn. De indendørs studieoptagelser blev optaget i Taastrup i sommeren 1984. Desuden blev møllehjulet fra Børkop Mølle brugt i introen til hvert afsnit.
Manuskriptet blev skrevet af Flemming Jensen i samarbejde med Hans Dal, der også har skrevet musikken. Serien er instrueret af Per Pallesen.

### Udgivelse
Ved genudsendelsen i 2001 blev der udgivet en cd med forskellige computerspil til børn og tre af sangene fra julekalenderen. Der blev også udgivet en bog, hvor seriens 24 afsnit var omskrevet af Jesper Klein til hvert deres kapitel.